# تان تان في التبت
 تان تان في التبت (إنجليزية: Tintin au Tibet)‏ هو المغامرة العشرون من مغامرات تان تان من السلسلة الهزلية التي أنشأها رسام الكاريكاتير البلجيكي هيرجي. وكانت ذات تسلسل أسبوعي في الفترة من سبتمبر 1958 إلى نوفمبر 1959 في مجلة تان تان ونشرت في كتاب عام 1960.اعتبرها هيرجي أنها «المغامرة» المفضلة لديه وكانت جهدا مفعما بالعاطفة، وعندما كان بصدد تحضيره لتلك المغامرة كان يعاني من الكوابيس والصدمة وصراع شخصي بينما يقرر ترك زوجته بعد زواج استمر ثلاثة عقود مفضلا امرأة شابة.والمغامرة تحكي قصة الصحفي الشاب تان تان بحثا عن صديقه تشانغ تشونغ شين، الذي إدعت السلطات أنه قد مات في حادث تحطم طائرة في جبال الهيمالايا. واقتناعا منه بأن تشانغ مازال على قيد الحياة فإن تان تان يقود رفاقه عبر جبال الهيمالايا إلى هضبة التبت ، على طول الطريق حيث يواجه الغامض اليتي.
وكانت المغامرة التالية أسماك القرش في البحر الأحمر (1958) وعدد كبير من الشخصيات، 'تان تان في التبت' تختلف عن قصص أخرى في السلسلة من حيث أنه لا يضم سوى عدد قليل من الشخصيات المألوفة وأيضا هي مفامرة هيرجي الوحيدة التي لم يجعل تان تان يحارب ضد خصم. وتشمل الموضوعات في القصة لدى هيرجي إدراكا خارج الحواس، والتصوف من بوذية التبتية، والصداقة. تان تان في التبت وقد ترجمت إلى 32 لغة، قد حظيت بتقدير كبير من قبل النقاد، وقد اشاد به الدالاي لاما، الذي منحها جائزة جائزة نور الحقيقة. وأحرزت القصة نجاحا تجاريا، وصدرت في شكل كتاب من قبل كاسترمان بعد فترة وجيزة من نهايتها. السلسلة نفسها أصبحت جزءا من تعريف تقليد الكاريكاتير الفرنسي البلجيكي . تان تان في التبت 'تم تكييفها لللتلفزيون ، والإذاعة، وكفيلم وثائقي، وللمسرح، و لعبة فيديو ، وكانت موضوعا في معرض المتحف.

## الموجز
بينما كان تان تان في عطلة في منتجع في جبال الألب الفرنسية مع سنووي، و الكابتن هادوك، و الأستاذ كالكولاس ، تان تان يقرأ حول حادث تحطم طائرة في جوثيانتان كتلة صخرية في جبال الهيمالايا من التبت. ثم انه لديه رؤية صديقه تشانغ تشونغ تشن، مصابا بجروح بالغة ويدعو إلى المساعدة من حطام الطائرة المنكوبة. ويطير إلى كاتماندو مع سنووي وصديقه المشكك الكابتن هادوك. انهم استئجاروا دليلا من شيربا اسمه ثاركى ويرافقه الحمالين، وسافروا برا من نيبال نحو موقع الحادث
تخلى الحمالون عن الجماعة وقت أن تملكهم الخوف عندما تم العثور على آثار غامضة يتي بينما تان تان، والكابتن هادوك وثاركى قد استمروا في المضي قدما في نهاية المطاف وصلوا إلى موقع تحطم الطائرة. تان تان إنطلق مع سنووي لتتبع خطوات تشانغ، وبعد قبس ما يبدو أنه سلويت لإنسان في عاصفة ثلجية، عثروا على كهف حيث وجدوا اسم تشانغ منحوتا على صخرة.اعتقد ثاركى أن تان تان قد رأى يتي وأقنعه بالتخلي عن صديقه والعودة معه إلى نيبال، حيث أن المنطقة كبيرة جدا للبحث. تان تان رصد وشاحا على حافة الهاوية، مما يعنى أن تشانغ يقبع قريبا، وسار إلى الأمام فقط مع الكابتن. أثناء محاولة التسلق صعودا، فإن هادوك زلت قدمه وتدلى من الجدار على الهاوية، جاذبا تان تان، الذي يرتبط معه.أمر هادوك تان تان بقطع الحبل لإنقاذ نفسه، ولكنه رفض تان تان. حاول هادوك قطع الحبل بنفسه، ولكن السكين سقطت منه وتنبه ثاركى، الذي عاد في الوقت المناسب لإنقاذهم. وبذلوا محاولة لإقامة المخيم ليلا ولكن فقدت خيمتهم وقرروا مواصلة الرحلة صعودا، ولكنهم كانوا غير قادرين على النوم خشية التجمد، ورأوا أنهم على مرمى البصر من البوذية دير خور بأي يونج قبل ان ينهاروا من الإرهاق.
البرق المبارك، وهو راهب في الدير، لديه رؤية أن تان تان، وسنووي، والكابتن هادوك، وثاركى في خطر عظيم. تان تان يستعيد وعيه ولكنه غير قادر على مساعدة نفسه، ويعطي سنووي إشارة . سنووي يعدو منطلقا إلى الدير ويتم التعرف على الكلب ويدرك البرق المبارك أن تان تان والكابتن هادوك، وثاركى قد استعادوا وعيهم في الدير ويتم إحضارهم أمام أبوت الأكبر. الاباتي يخبر تان تان أنه يجب التخلي عن مسعاه، ولكن البرق المبارك لديه رؤية أخرى، من خلالها يتوصل أن تشانغ لا يزال حيا حسب رؤية تان تان داخل كهف جبلي في منطقة القرن وياك وأن ال يتي هو أيضا هناك. تان تان وهادوك يسافرا إلى القرن ياك قالب:SFN.
ولدى وصولهم إلى الكهف. تان تان يجد طريقه إلى الداخل ويجد تشانغ، وهو محموم ويرتعش. ويظهر يتي فجأة، كما كشف كبير كركية، التفاعل مع الغضب في محاولة تان تان لأخذ تشانغ بعيدا. تان تان يطلق لمبة فلاش الكاميرا له، لتخويف ال يتي الذي يهرب. ويوضح تشانغ ان ال يتي أنقذ حياته بعد الحادث. أبوت الأكبر يقدم لتان تان وشاح الحرير تكريما للشجاعة التي أظهرها لصديقه تشانج. وبينما المجموعة تسافر إلى الوطن، تشانغ يفكر أن ال يتي ليس من الحيوانات البرية، ولكن لديه نفسا بشرية. ال يتي أسف لرحيلهم، وهو يرقبهم عن عن بعد.

## التاريخ

### الخلفية وأوائل الأفكار

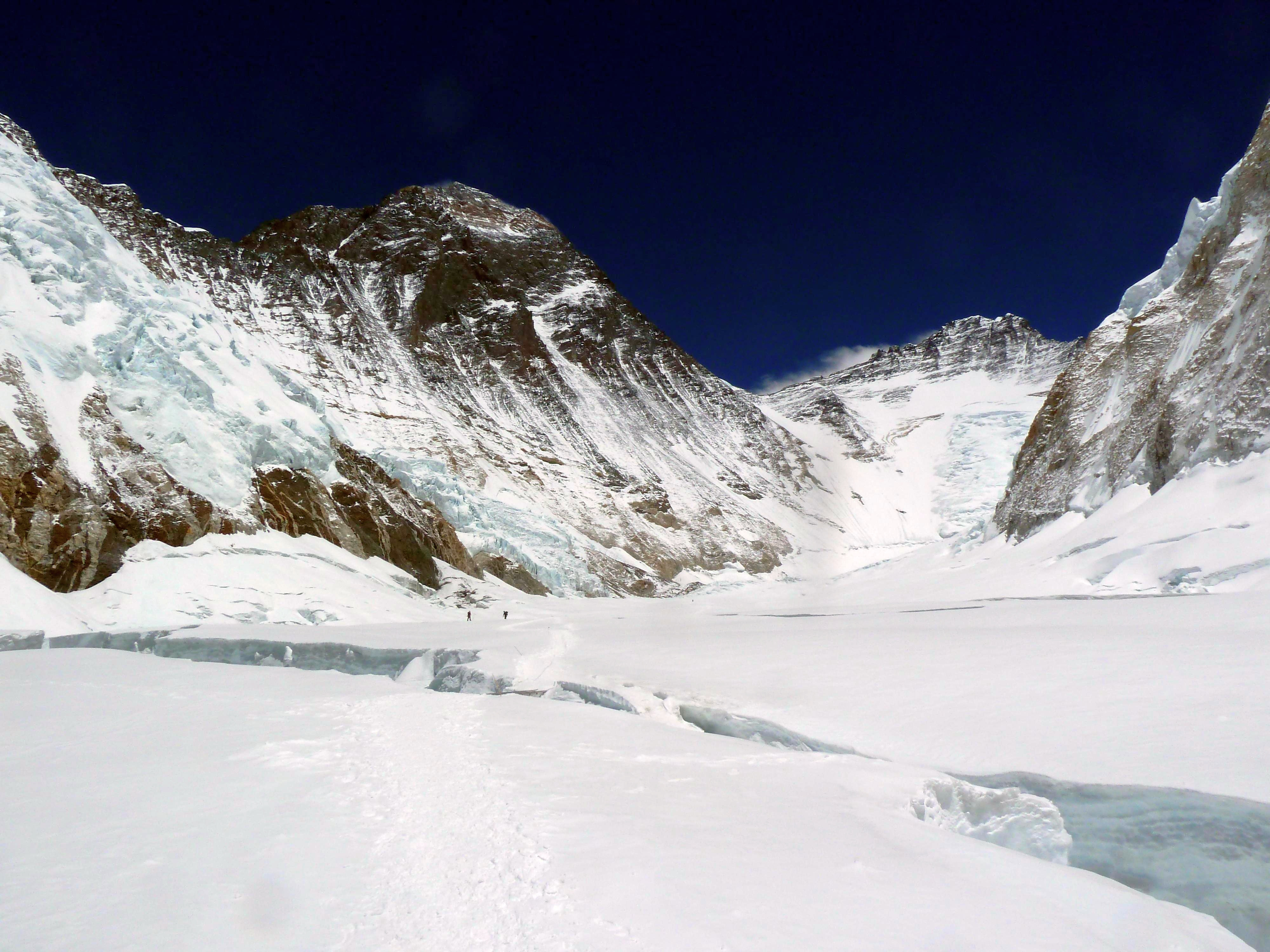
هيرجي جمع مجموعة من القصاصات واستخدم صورا مماثلة لهذه الصورة من مشهد التبت مصدر إلهام للرسومات الجبلية له.

في أكتوبر عام 1957، أرسل هيرجي ناشره، كاسترمان، وغلاف من المغامرة التاسعة عشرة التي أنجزها 'تان تان' و أسماك قرش البحر الأحمر ، ولعدة أسابيع رسم أفكارا لقصته المقبلة.  متذكرا باعتزاز الكشافة أيام شبابه، وكانت تلك أول أفكاره لإرسال تان تان إلى الولايات المتحدة، كما في المغامرة الثالثة، تان تان في أمريكا ، لمساعدة مجموعة من الهنود السكان الأصليين للدفاع عن أرضهم ضد شركة كبيرة تأمل بالتنقيب عن النفط. ومع ذلك، جاء هيرجي للاعتقاد بأن تراجعه عن الأرض القديمة سيكون خطوة إلى الوراء. كانت فكرة أخرى أن تان تان يسعى لإثبات أن هادوك بتلر في نستور تم تأطير للجريمة التي ارتكبها أرباب العمل القدماء له والإخوة بيرد. ورفض هذا أيضا،  لكنها أبقت فكرة المغامرة دون أي بنادق أو عنف. كان هذا فقط لتصبح «قصة» تان تان دون خصم. بعث الفكرة الثالثة أن تان تان والأستاذ كالكولاس إلى المنطقة القطبية المغطاة بالثلوج، حيث تحتاج إلى مجموعة من المستكشفين الذين تقطعت بهم السبل كالكولاس لإنقاذهم من التسمم الغذائي. تخلى عن هذه الحبكة أيضا، لكنها أبقت الإعداد في بيئة الثلجية وقرر التركيز، وليس على كالكولاس، ولكن على شخصية تان تان الرئيسية.

## وصلات خارجية
- تان تان في التبت الموقع الرسمي
- تان تان في التبت على Tintinologist.org